# Irma Petzold-Heinz
Irma Petzold-Heinz (* 19. Januar 1913 in Düsseldorf; † 1991) war eine deutsche Schriftstellerin.

## Leben
Irma Petzold, geb. Heinz, ist Tochter des Konzertgeigers und Dirigenten Jakob Heinz und der Altistin und Lautistin Ida Heinz, geb. Wüstermann. Sie ist die Ehefrau des in Russland und Polen groß gewordenen Saatgutexperten und Malers Hugo Petzold (1900–1983), Mutter der Ergotherapeutin, Diplomsupervisorin und Gerontotherapeutin Christa Petzold und des Psychotherapeuten und Psychologen Hilarion G. Petzold, Begründer der Integrativen Therapie (mit Johanna Sieper) und Mitbegründer (mit Ilse Orth) der Integrativen Poesie- und Bibliotherapie.
Sie wurde von ihrem Vater als Geigerin ausgebildet und studierte Gesang und Dramaturgie am Theaterwissenschaftlichen Institut der Universität Köln. Seit Mitte der 1930er-Jahre begann sie ihre literarische Tätigkeit als Lyrikerin. Im Zweiten Weltkrieg war sie als Rotkreuz-Schwester in der Krankenpflege und in Lazaretten tätig und begann hier für Patienten und mit ihnen Gedichte zu schreiben und Texte als „Trostarbeit“ zu lesen, eine Aktivität, die sie in Form von Schreibwerkstätten und Erzählgruppen zur Lebensgeschichte ab 1952 in Altenheimen fortsetzte. Sie führte damit erste Projekte zur Biographiearbeit durch, wobei die Verarbeitung von Kriegserfahrungen und Traumatisierungen als therapeutische Selbsthilfe und zu persönlichem Wachstum fokussiert wurde. Seit 1971 führte sie diese Arbeit in einer ersten „Grauen Panther Selbsthilfe Gruppe“ weiter, die sie mit ihrem Sohn Hilarion Petzold in Düsseldorf gegründet hatte. In Projekten der „Lebenshilfe“ und „personenbezogenen Bildung“ wirkte sie durch Biographiearbeit und Erzähl- und Schreibwerkstätten an den Volkshochschulen von Büttgen (Leiter H.G. Petzold) und Dormagen (Leiterin Johanna Sieper), die sie z. T. mit ihrer Tochter Christa Petzold durchführte. Diese Erfahrungen fanden durch die Auswertung mit ihrem Sohn und mit Ilse Orth in die „narrative Praxis“ der Integrativen Therapie Eingang. Nach ihrem Umzug nach Mönchengladbach-Rheydt gründete sie 1982 eine weitere Panther-Gruppe mit Biographiearbeitsgruppen, Märchen-Erzählgruppen und Schreibwerkstätten. Sie initiierte solche Werkstätten und biographischen Erzählgruppen in Altenheimen am Niederrhein mit dem Ziel, eine „narrative Kultur“ und „biographische Erinnerungsarbeit“ als „geteiltes Miteinander“ zu fördern – auch im Austausch von Alt und Jung. Irma Petzold-Heinz arbeitete an der „Europäischen Akademie für Biopsychosoziale Gesundheit“ mit und pflegte Kontakt zu Ilse Orth in Seminaren mit poesie- und bibliotherapeutischer Ausrichtung u. a. zur „Intermedialität bei Hildegard von Bingen“. Bis in ihr hohes Alter gab sie Seminare und Lesungen.
Irma Petzold-Heinz war mit ihrem Mann seit 1950 in der ehrenamtlichen Suchtkrankenhilfe engagiert und leitete kreativpädagogische Gruppen mit Kindern und Müttern suchtbelasteter Familien unter Einsatz von Puppen-, Masken-, Theaterspiel und Erzählprojekten, zu denen sie ihre Kinder und Nachbarskinder mitnahm. Das fand dann später in deren eigener kreativ-, geronto- und suchttherapeutischen Arbeit Niederschlag. Außerdem arbeitete sie an den Projekten von Christa und Hilarion Petzold sowie Johanna Sieper durch Gruppenleitung, Literaturrecherche, Diskussion und Lektorat mit.
Die Eheleute Petzold waren lebenslang engagierte Pazifisten und im Dritten Reich im Widerstand gegen das Nazi-Regime aktiv. Irma Petzold-Heinz arbeitete im Untergrund für die „Bekennende Kirche“, wurde verhaftet und ist nach Gestapo-Verhören mit Glück dem Schlimmsten entgangen. Nach dem Krieg bis in das letzte Lebensjahr war sie mit ihrer Familie in der Friedensarbeit tätig. Sie pflegte zahlreiche Künstlerfreundschaften, u. a. mit Elly Ney, Sulamith Wülfing und war in intermedialen Projekten mit Malerinnen aktiv. Das Ehepaar war eng befreundet mit dem österreichischen katholischen Priester, Pazifisten und Tierschützer Johannes Ude. Irma Petzold-Heinz lebte in Düsseldorf-Oberkassel, Neuss und Mönchengladbach-Rheydt.
Sie veröffentlichte seit den frühen Fünfzigerjahren zahlreiche Erzählungen für Jugendliche, die in dieser Zeit der protestantischen Erbauungsliteratur zuzurechnen sind, u. a. zur Jugend von Henry Dunant (1957). Die Recherchen führte sie 1956/57 – begleitet von ihrem Sohn – in Heiden (Ch) und Genf durch. Dunant ist ein Referenztheoretiker für die Integrative Therapie. In einem weiteren Text, erschienen 1962, wendete sich Irma Petzold-Heinz der Jugend Albert Schweizers zu. Spätere Lyrik und Texte orientierten sich säkular und waren den Interessensfeldern ihrer Kinder zugewandt.

## Literarisches Werk
- Aus dem Leben einer Japanerin, Stuttgart 1952 (unter dem Namen Irene Petzold-Heinz)
- Bertel, des Bildschnitzers Sohn, Hamburg 1952
- Junker Heinrich, Hamburg 1952
- Luthergeschichten, Gütersloh 1952
- Die Lutherin und ihre Kinder, Gütersloh 1952
- Der Schneesturm, Hamburg 1952
- Die Sternsinger, Hamburg 1952
- Thomas in der Grube, Konstanz 1952
- Die Tochter des Weißen Kranichs, Möckmühl (Württ.) 1952
- Die Weihnachten des Matthias Weinreb, Möckmühl 1952
- Die Weihnachtsüberraschung, Hamburg 1952
- Drei Könige, Hamburg 1953
- Das Edelweißkreuzerl, Konstanz 1953
- Hans Christian feiert Weihnachten, Hamburg 1953
- Die wunderbare Blume, Hamburg 1953
- Heika am Robbenfluß, Hamburg 1954
- Der Hirte im Glasfenster, Möckmühl 1954
- Die Pflaumenmännchen, Hamburg 1954
- Vater unser, Stuttgart 1954
- Wie die Großmutter das Weihnachtslicht wieder sehen konnte, Hamburg 1954
- Die „bekömmliche“ Zigarette und das „gute“ Glas Bier, Düsseldorf-Oberkassel 1955
- Haika und die Saufbäume, Stuttgart 1955
- Jachmet, Bedams Sohn, Konstanz 1955
- Murasaki, Stuttgart 1955
- Das neue Lied, Stuttgart 1955
- Die Rose von Jericho, Konstanz 1955
- Du warst wie einer, der besiegt den Drachen, Düsseldorf-Oberkassel 1956
- Der Junge von Gräfenhainichen, Möckmühl 1956
- Die Schalmeibläser, Stuttgart 1956
- Stärker als der Tod, Möckmühl 1956
- Hein Dagenbrink kommt ins Rauhe Haus, Möckmühl 1957
- Johns stürmische Fahrt nach Mikronesien, Stuttgart 1957
- Der Freund der Indianer, Stuttgart 1958
- Das Unglück an Blockstelle Ried, Möckmühl 1958
- Bleibe tapfer, Fridolin, Möckmühl 1959
- Dandy erlebt Bethlehem, Möckmühl 1959
- Obara fährt in Ferien, Stuttgart 1959
- Friedrich, das Sonntagskind, Möckmühl 1960
- Kijuku hilft ein Schiff bauen, Stuttgart 1960
- Die älteren Brüder, Neuss 1961
- Martin fürchtet sich nicht, Möckmühl 1961
- Albert Schweitzer als Junge, Möckmühl 1962
- Die Fahrt nach Biesbod, Lahr-Dinglingen (Baden) 1962
- Der Friedensvogel, Stuttgart 1962
- Ein Mann nach dem Herzen Gottes, Lahr-Dinglingen (Baden) 1962
- Weihnachten an der Prosna, Lahr-Dinglingen (Baden) 1962
- Die Weihnachtsfreude der kleinen Fien, Lahr-Dinglingen (Baden) 1962
- Weihnachtslicht in fremdem Land, Lahr-Dinglingen (Baden) 1962
- Des Zauberers Umkehr, Lahr-Dinglingen (Baden)1962
- Das Geheimnis der Mädchenklasse, Lahr-Dinglingen (Baden) 1963
- Der Helfer der Verwundeten, Möckmühl 1963
- Weihnachten in der Waldklause, Lahr-Dinglingen (Baden) 1963
- Eva findet ihren Weg, Möckmühl 1964
- Der kleine Armenier, Lahr-Dinglingen 1964
- Zigeunerweihnacht, Lahr-Dinglingen (Baden) 1964
- Heino kommt nach Nürnberg, Lahr-Dinglingen 1965
- Der hochmütige Junker, Lahr-Dinglingen 1965
- Martin feiert Weihnachten, Lahr-Dinglingen (Baden) 1965
- Ein Dorf lebt nach der Bibel, Lahr-Dinglingen 1966
- Der kleine Weihnachtssänger, Lahr-Dinglingen (Baden)1966
- Ein Leben, von Gott geführt, Lahr-Dinglingen (Baden) 1966
- Weihnachten im Kaulbachhaus, Lahr-Dinglingen (Baden)1966
- Wie „Onkel Toms Hütte“ entstand, Lahr-Dinglingen (Baden) 1966
- Der Ritt nach Worms, Lahr-Dinglingen (Baden) 1967
- Ute freut sich wieder auf Weihnachten, Lahr-Dinglingen (Baden)1967
- Die Klageschrift der Vögel, Lahr-Dinglingen (Baden)1968
- Das Leinenbüble, Lahr-Dinglingen (Baden) 1969
- Der Schmied von Bretten, Lahr-Dinglingen (Baden) 1969
- Das Käferlein Tunichtgut, Neuss (Rhein) 1970
- Intervalle, Darmstadt 1976
- Hinter der Maske, Willich-Anrath 1984 (zusammen mit Elisabeth Schmitz-Kurschildgen und Hilarion G. Petzold)
- Matthias Claudius als Familienvater, Lahr-Dinglingen 1985